# Dossenus guapore
Espèce
Dossenus guapore est une espèce d'araignées aranéomorphes de la famille des Trechaleidae.

## Distribution
Cette espèce se rencontre au Panamá, en Colombie et au Brésil.

## Description
Le mâle décrit par Silva et Lise en 2010 mesure 5,89 mm.

## Publication originale
- Silva, Lise & Carico, 2007 : Revision of the Neotropical spider genus Dossenus (Araneae, Lycosoidea, Trechaleidae). Insect Systematics & Evolution, vol. 38, p. 139-148.